# Fluffernutter

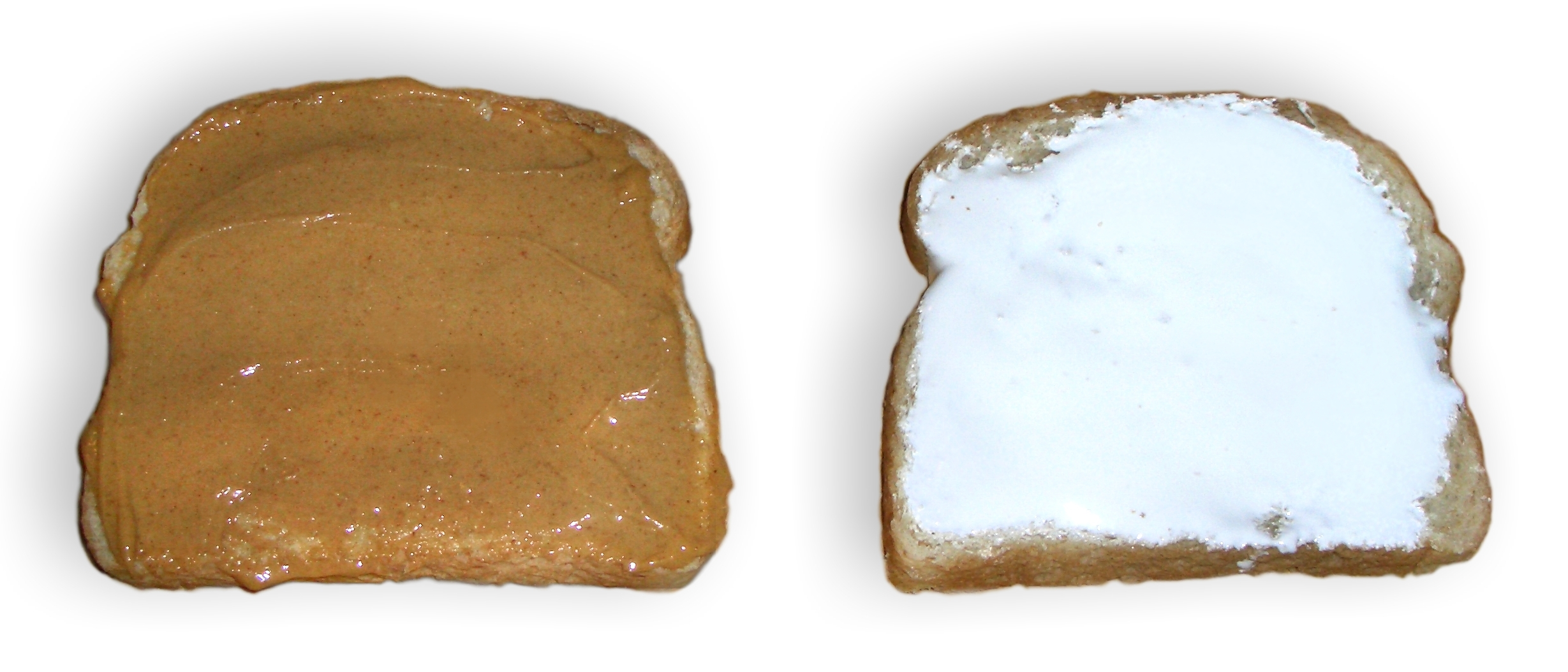
Fluffernutter przed złożeniem

Fluffernutter – kanapka składająca się z masła orzechowego oraz kremu z pianek cukrowych. Jego nazwa prawdopodobnie pochodzi od słów fluff i nut. Popularna w północno-wschodnich regionach Stanów Zjednoczonych. Znak towarowy zastrzeżony przez Durkee-Mower Inc.